# Gymnema sylvestre
Gymnema sylvestre är en oleanderväxtart som först beskrevs av Anders Jahan Retzius, och fick sitt nu gällande namn av Schult.. Gymnema sylvestre ingår i släktet Gymnema och familjen oleanderväxter. Inga underarter finns listade i Catalogue of Life.
Gymnema sylvestre kan blockera upptaget av socker i tarmen. Och det är ofta förknippat med att kunna minska blodsockernivåer och då även sötsug.